# Sprotni prevajalnik
Sprotni prevajalnik (angleško just-in-time compiler) je prevajalnik, ki sproti prevaja izvajano programsko kodo med izvajanjem programa, v nasprotju z običajnimi prevajalniki, ki kodo prevedejo pred začetkom izvajanja programa.
Sprotni prevajalniki najpogosteje prevedejo kodo v strojno kodo, ki se nato izvede neposredno, vendar se lahko izraz nanaša tudi na prevajanje v drugo obliko. Sprotno prevajanje je kombinacija dveh tradicionalnih pristopov pri prevajanju iz programskih jezikov v strojno kodo - vnaprejšnjega prevajanja in interpretacije.
Pri programih, ki se izvajajo v ogrodju .NET (ali njegovih alternativnih izvedbah, npr. Mono), prevajalnik najprej prevede izvorno kodo programskega jezika (npr. C#) v vmesni jezik (CIL). Ko izvajalsko okolje (CLR) naloži program in ga začne izvajati, se deli kode v CIL sproti prevajajo v strojno kodo, ki se potem neposredno izvede.